# اوس-له-باپوم
اوس-له-باپوم (به فرانسوی: Avesnes-lès-Bapaume) یک کمون در فرانسه است که در پا-دو-کاله واقع شده‌است. اوس-له-باپوم ۳٫۰۹ کیلومتر مربع مساحت دارد ۱۱۴ متر بالاتر از سطح دریا واقع شده‌است.